# Présilly (Jura)
Présilly ist eine französische Gemeinde im Département Jura in der Region Bourgogne-Franche-Comté. Sie gehört zum Arrondissement Lons-le-Saunier und zum Kanton Moirans-en-Montagne. Der Ort hat 114 Einwohner (Stand 1. Januar 2022).
Die Nachbargemeinden sind Alièze im Norden, Dompierre-sur-Mont im Osten, Orgelet im Südosten, Moutonne im Südwesten und Reithouse im Westen.

## Bevölkerungsentwicklung
| Jahr                       | 1962 | 1968 | 1975 | 1982 | 1990 | 1999 | 2008 | 2017 |
| -------------------------- | ---- | ---- | ---- | ---- | ---- | ---- | ---- | ---- |
| Einwohner                  | 118  | 122  | 105  | 107  | 107  | 102  | 107  | 132  |
| Quellen: Cassini und INSEE |      |      |      |      |      |      |      |      |

## Sehenswürdigkeiten
Eine frühe Erwähnung des örtlichen Schlosses stammt aus dem 14. Jahrhundert. Das heute als Burgruine vorhandene Château de Présilly wurde 1955 als Monument historique ausgewiesen.

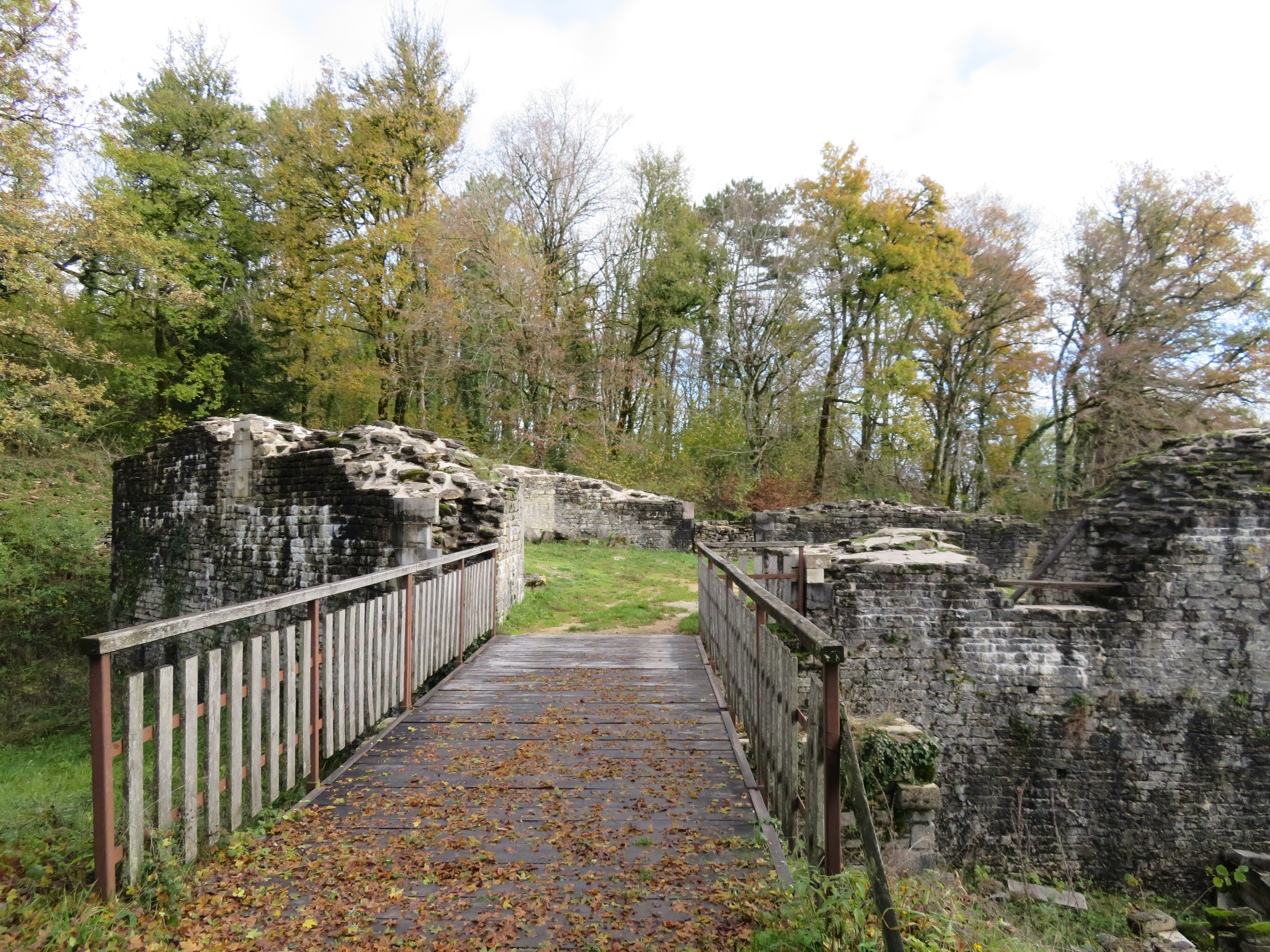
Reste der Burg
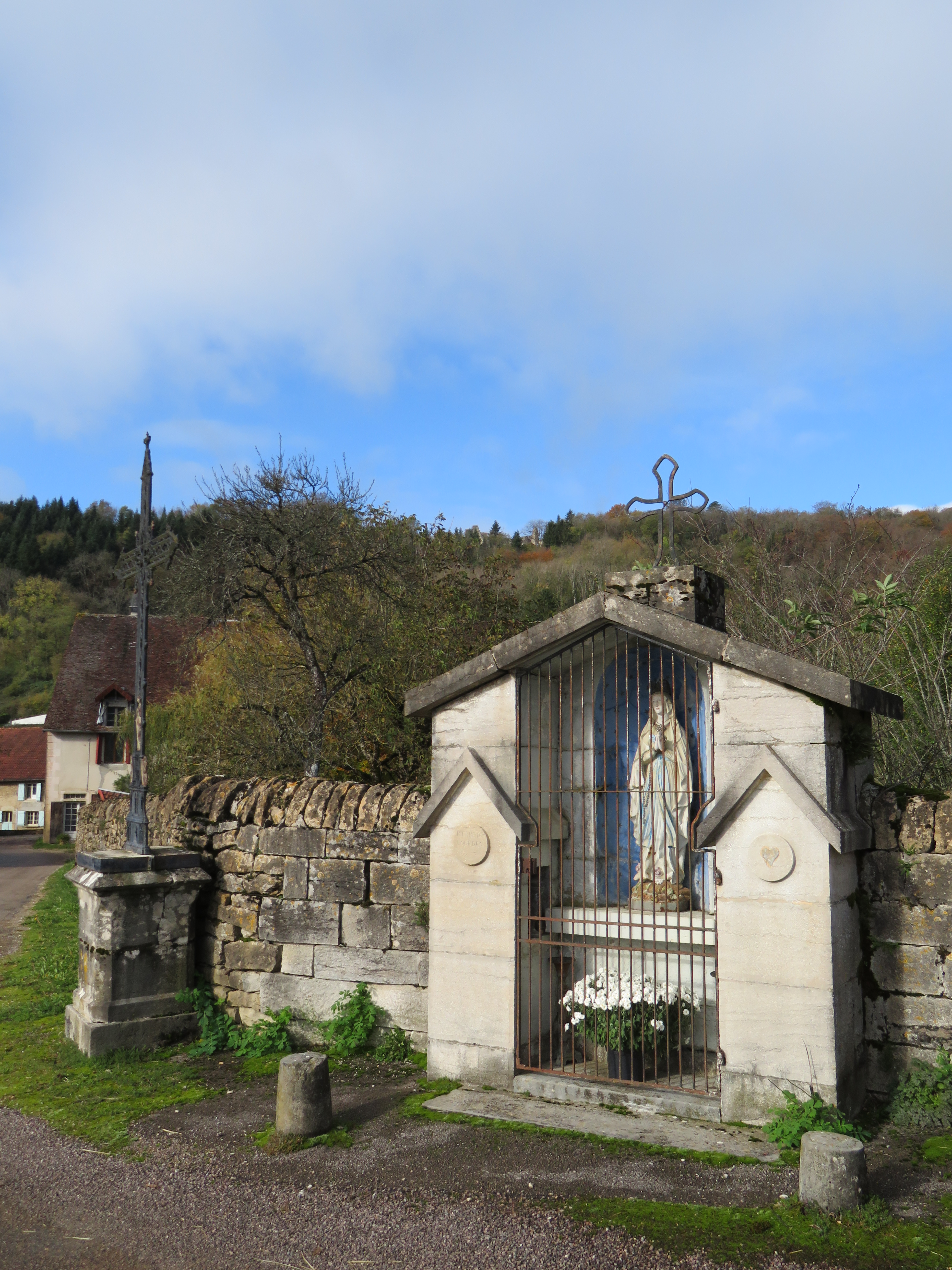
Oratorium und Flurkreuz